# Francisco Ramírez Medina
Francisco Ramírez Medina (nascido por volta de 1828) foi um dos líderes do "Grito de Lares", a primeira grande revolta contra o domínio espanhol e apelo à independência de Porto Rico em 1868. Foi o primeiro presidente de Porto Rico.

## O Grito de Lares
A história tem pouco a dizer sobre Ramírez Medina e sua vida pessoal; o que é conhecido, no entanto, é que ele acreditava no movimento da independência de Porto Rico. Durante anos, vários setores em Porto Rico tinham planos para reivindicar a independência de Porto Rico do domínio espanhol. Entre aqueles que planejaram pela liberdade da ilha foi o general porto-riquenho Antonio Valero de Bernabé, que ao tomar conhecimento do sonho de Simón Bolívar de libertar e criar uma América Latina unificada, que incluía o Porto Rico e Cuba, decidiu se juntar a ele e em São Tomás estabeleceu contatos com o movimento independentista porto-riquenho. No entanto, não foi até 1868, quando uma revolta foi inicialmente começada e planejada por Ramón Emeterio Betances e Segundo Ruiz Belvis contra o governo da Espanha, que então governava a ilha. Manuel Rojas, Mariana Bracetti e Mathias Brugman se juntaram a eles, formando células revolucionárias na ilha. Ramírez Medina, entre outros, também aderiu ao movimento.

### Etapa de planejamento
Em 29 de setembro, Ramírez Medina realizou uma reunião na casa dele, na qual a insurreição foi planejada e programada para começar em Camuy em 29 de setembro. A reunião contou com a presença de Marcelino Vega, Carlos Martínez, Bonifacio Agüero, José Antonio Hernández, Ramón Estrella, Bartolomé González, Cesilio López, Antonio Santiago, Manuel Ramírez e Ulises Cancela. Cancela instruiu Manuel María González a entregar todos os atos e documentos importantes com relação à reunião para Manuel Rojas.

## Declaração da independência

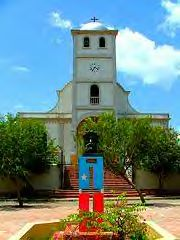
Igreja Católica Romana de Lares e monumento ao Grito na Praça da Revolução.

Em 23 de setembro de 1868, Manuel Rojas e seus soldados do Exército de Libertação Nacional capturaram a cidade de Lares. Alguns dos 400–600 rebeldes se reuniram nesse dia na fazenda de Manuel Rojas, localizada nas proximidades de Peñuelas, na periferia de Lares. Mal treinados e armados, os rebeldes chegaram a cidade a cavalo e a pé em torno de meia-noite. Eles saquearam lojas locais e escritórios pertencentes aos "peninsulares" (homens de origem espanhola) e assumiram a prefeitura. Os comerciantes espanhóis e as autoridades do governo local, considerados pelos rebeldes como inimigos da pátria, foram feitos prisioneiros. Os revolucionários, em seguida, entraram na igreja da cidade e colocaram a bandeira revolucionária, a primeira bandeira porto-riquenha, feita a malha por Bracetti com os materiais fornecidos pelo Eduvigis Beauchamp Sterling, tesoureiro da revolução, no altar-mor. A bandeira foi dividida no meio por uma cruz latina de cor branca, os dois cantos inferiores estavam vermelhos e os dois cantos superiores eram azuis. A estrela branca foi colocada no cantor superior esquerdo azul. De acordo com o poeta porto-riquenho Luis Lloréns Torres, a cruz branca na bandeira representa o anseio pela redenção da pátria; os quadrados vermelhos, o sangue derramado pelos heróis da revolta; e a estrela branca no quadrado azul significa liberdade. Ao colocar a bandeira no altar-mor, os revolucionários davam um sinal de que a revolução já começou. Este evento ficou conhecido como o "Grito de Lares", grito da independência de Porto Rico. Após esta vitória, Rojas e seu povo declaram Porto Rico uma República Livre. A República de Porto Rico foi proclamada às (02:00 da madrugada, hora local), sob a presidência de Ramírez Medina na igreja. O presidente Ramírez Medina nomeou os funcionários governamentais da seguinte forma:
- Francisco Ramírez Medina, Presidente
- Aurelio Méndez, Ministro do Interior
- Manuel Ramírez, Ministro de Estado
- Celedonio Abril, Ministro da Fazenda
- Federico Valencia, Ministro da Guerra
- Clemente Millán, Ministro da Justiça
- Bernabé Poll, Secretário do Presidente
- Manuel Rojas, Comandante em chefe do Exército de Libertação

Como presidente do governo provisório da República de Porto Rico, o primeiro ato oficial de Ramírez Medina foi a proclamação da abolição do sistema de Libreta. O sistema Libreta, requer que cada trabalhador carrega em sua pessoa um bloco de notas que indica o tipo de trabalho a pessoa faz e quem ele trabalha. Qualquer um que era capaz de trabalhar e não levar uma Libreta (caderno ou diário) era sujeito a prisão. Ele também ordenou a libertação de todos os escravos que se juntaram à luta ou foram impedidos de fazê-lo, e ele pediu aos seus compatriotas a cumprir com seu dever e libertar o Porto Rico.

## Confronto em San Sebastián
As forças rebeldes, em seguida, partiram para assumir o controle da próxima cidade, San Sebastián del Pepino. A milícia espanhola, no entanto, surpreendeu o grupo com forte resistência, causando grande confusão entre os rebeldes armados que, liderados Manuel Rojas, recuaram de volta à Lares. Após uma ordem do governo, Julián Pavía, a milícia espanhola logo cercou os rebeldes. Todos os sobreviventes foram presos em Arecibo. Francisco Ramírez Medina estava entre os capturados e pode ter sido executado por traição. Seu destino exato, no entanto, é desconhecido.

## Legado
Em 16 de novembro de 1930, o Partido Nacionalista porto-riquenho emitiu obrigações em nome da "República de Porto Rico" com a fotografia do "primeiro presidente da República", Dr. Ramírez. Existe uma rua em Hato Rey, Porto Rico, chamada Presidente Ramírez, em sua homenagem. Além disso, isso faz o reconhecimento de Francisco Ramirez Medina com um personagem na peça teatral intitulada "El Grito de Lares ... un monumento en la historia". Este trabalho foi escrito e dirigido pelo mesmo autor, Gerardo Lugo Segarra, mais conhecido pelo seu nome artístico como Jerry Segarra. A peça estreou no dia 22 de setembro de 2009 e, desde então, utiliza os cenários reais, onde eles desenvolveram o Grito de Lares: a Praça da Revolução, a Casa Alcaldía, o templo da Igreja Católica e as ruas ao redor da Praça em Lares, Porto Rico.